# 럭스상
럭스상(Lux Prize)은 유럽 의회에서 수여하는 경쟁 영화상으로 2007년부터 도입·시행되었다.

## 수상 자격 기준
- 픽션 또는 다큐멘터리 (애니메이션도 가능)
- 최소 60분 분량 이상
- 유럽 연합 회원국, 아일랜드, 리히텐슈타인, 노르웨이, 스위스에서 제작·공동제작된 작품
- 유럽 내 통용 가치와 유럽 문화의 보편성을 다루어 현대 유럽 사회 건설에 의미 있는 화두를 제공한 작품
- 최초 개봉일이 지난 해 5/1 ~ 올해 6/1 기간 안에 있어야 함

## 수상작
- 2007: 《천국의 가장자리》 ( 독일)
- 2008: 《로나의 침묵》 ( 벨기에)
- 2009: 《웰컴》 ( 프랑스)
- 2010: 《그녀가 떠날 때》 ( 오스트리아)
- 2011: 《스노우 오브 킬리만자로》 ( 프랑스)
- 2012: 《슌리와 시인》 ( 이탈리아)
- 2013: 《브로큰 서클》 ( 벨기에)
- 2014: 《이다》 ( 폴란드)
- 2015: 《무스탕: 랄리의 여름》 ( 튀르키예)
- 2016: 《토니 에르트만》 ( 독일)
- 2017: 《사미 블러드》 ( 스웨덴)
- 2018: 《어느 여자의 전쟁》 ( 아이슬란드)
- 2019: 《신은 존재한다, 그녀의 이름은 페트루냐》 ( 북마케도니아)